# Летавертеш
Летавертеш (мађ. Létavértes, рум. Leta Mare) град је у источној Мађарској. Летавертеш је град у оквиру жупаније Хајду-Бихар.
Град има 7.209 становника према подацима из 2001. године.

## Географија
Град Летавертеш се налази у крајње источном делу Мађарске, на самој граници са Румунијом - 4 километра југоисточно од града. Од престонице Будимпеште град је удаљен око 260 километара источно. Најближи већи град је Дебрецин, 27 километара југоисточно од града.
Летавертеш се налази у источном делу Панонске низије, у равничарском подручју. Надморска висина места је око 110 m.

## Становништво
| 2015. |
| ----- |
| 7.061 |

## Партнерски градови
- Општина Сакуени